# Aldo Costa
Aldo Costa (* 5. Juni 1961 in Parma) ist ein italienischer Ingenieur.

## Karriere
An der Universität Bologna legte Costa, der nicht mit dem französischen Designer Michel Costa zu verwechseln ist, 1986 sein Diplom als Ingenieur ab. Bezeichnenderweise lautet der Titel seiner von der Fachwelt geschätzten Abschlussarbeit „Radaufhängungen eines Formel-1-Autos“. Die dafür notwendigen Studien erlaubte ihm bereits damals die Scuderia Ferrari.
Seine ersten praktischen Erfahrungen mit CAD/CAM und in der Berechnung von aerodynamischen Daten sammelte er bei Fiat-Abarth, wo er 18 Monate beschäftigt war. Ab 1988 arbeitete er für Minardi, wo er mit 27 Jahren der wohl jüngste Chefdesigner der Branche wurde. Aldo Costa amtierte viele Jahre als Chefdesigner beim Minardi-Team, wo er für seine originellen Detaillösungen an den Frontflügeln bekannt wurde. Mitte der 1990er-Jahre musste er vorübergehend ins zweite Glied treten, als Gustav Brunner zum Chefdesigner mit umfassenden Vollmachten ausgestattet wurde, da er indirekt auch die Taktik des Teams mitbestimmte.
Costa kam 1997 zu Ferrari, bevor er 1998 Assistent des Chefdesigners Rory Byrne wurde. Als Byrne 2004 bekannt gab, dass er sich aus dem Motorsport zurückziehen wolle, wurde Costa sein designierter Nachfolger. Byrne überließ das Design des F2005 aus dem Jahr 2005 Aldo Costa, half während der Saison aber dennoch am Design mit, nachdem sich herausstellte, dass Ferrari aufgrund des verwendeten Reifenfabrikats (Bridgestone) nicht siegfähig war. Auch das Nachfolgemodell im Jahr 2006 wurde von Rory Byrne wieder mit entworfen. Mit der Beschränkung Byrnes auf seine Tätigkeit als Berater am 19. September 2006 wurde Costa alleiniger Chefdesigner bei Ferrari. Am 1. Januar 2008 wurde er zum Technischen Direktor des Teams befördert, sein Nachfolger als Chefdesigner wurde der Grieche Nikolas Tombazis.
Nach einem schlechten Saisonbeginn 2011 wurde Costa im Mai bei Ferrari entlassen. Im Oktober wurde dann bekannt, dass er ab Dezember 2011 für Mercedes GP arbeitet, wo er den Posten des Chefingenieurs besetzte. Nach acht Jahren bei Mercedes GP verließ Costa vor der Saison 2020 die Formel 1. In den acht Jahren bei Mercedes konnte das Team sechs Konstrukteursmeisterschaften für sich entscheiden, wobei fünf Mal Lewis Hamilton und einmal Nico Rosberg den Fahrertitel für sich entschieden. Seit 2020 ist er für den Chassis-Hersteller Dallara als Technikchef tätig, auch um seiner Familie in Italien mehr Zeit widmen zu können.